# Mała Konstytucja z 1947 roku
Mała Konstytucja z 1947 roku (Ustawa Konstytucyjna z dnia 19 lutego 1947 r. o ustroju i zakresie działania najwyższych organów Rzeczypospolitej Polskiej) (Dz.U. z 1947 r. nr 18, poz. 71, ze zm.) – tymczasowa konstytucja Rzeczypospolitej Polskiej składająca się z 32 artykułów ujętych w dziewięciu rozdziałach:
- art. 1 (pełniący funkcję wstępu)
- Rozdział I – Najwyższe organy Rzeczypospolitej (art. 2)
- Rozdział II – Sejm Ustawodawczy (art. 3-11)
- Rozdział III – Prezydent Rzeczypospolitej (art. 12-14)
- Rozdział IV – Rada Państwa (art. 15-16)
- Rozdział V – Rząd Rzeczypospolitej (art. 17-19)
- Rozdział VI – Najwyższa Izba Kontroli (art. 20-23)
- Rozdział VII – Wymiar sprawiedliwości (art. 24-26)
- Rozdział VIII – Przepisy przejściowe (art. 27-29)
- Rozdział IX – Przepisy końcowe (art. 30-32).

Ustawa ta odwoływała się również do artykułów Ustawy z dnia 17 marca 1921 r. – Konstytucja Rzeczypospolitej Polskiej (Dz.U. z 1921 r. nr 44, poz. 267) jako nadal obowiązujących: 21-22, 24, 40, 42-54, 56-63. Zgodnie z art. 1 Mała Konstytucja miała obowiązywać „do czasu wejścia w życie nowej Konstytucji Rzeczypospolitej Polskiej”, „w oparciu o podstawowe założenia Konstytucji z dnia 17 marca 1921 r., zasady Manifestu Polskiego Komitetu Wyzwolenia Narodowego z dnia 22 lipca 1944 r., zasady ustawodawstwa o radach narodowych oraz reformy społeczne i ustrojowe, potwierdzone przez Naród w głosowaniu ludowym z dnia 30 czerwca 1946 r.”. Najwyższymi organami państwa były: Sejm Ustawodawczy – w zakresie władzy ustawodawczej, Prezydent Rzeczypospolitej, Rada Państwa i Rada Ministrów (Rząd Rzeczypospolitej) – w zakresie władzy wykonawczej, oraz "niezawisłe sądy" – w zakresie wymiaru sprawiedliwości. Było to nominalne nawiązanie do monteskiuszowskiego tzw. trójpodziału władzy i liberalno-demokratycznych koncepcji politycznych Konstytucji marcowej. Było to w znaczącej mierze powiązane z prowadzoną przez ówczesne władze narrację historyczno-polityczną, która była oparta min. negatywnie, na deligtymizacji systemu istniejącego przed II wojną światową. 
Przyjęto zasadę nadrzędności organu przedstawicielskiego – Sejmu Ustawodawczego (o kadencji pięcioletniej), do którego kompetencji należało:
- uchwalenie nowej konstytucji
- ustawodawstwo
- kontrola nad działalnością Rady Ministrów
- ustalanie zasadniczego kierunku polityki państwa.

Prezydent Rzeczypospolitej – wybierany na lat 7 bezwzględną większością głosów w obecności co najmniej 2/3 ustawowej liczby posłów – sprawował swój urząd na zasadach określonych w art. 40-44, 45 ust. 1, 46-54 Konstytucji marcowej; akt z 1947 roku stanowił dodatkowo, że głowa państwa jest przewodniczącym Rady Gabinetowej (tj. Rady Ministrów zwołanej przez Prezesa Rady Ministrów „dla rozpatrywania sprawy wyjątkowej na życzenie Prezydenta Rzeczypospolitej”) oraz przewodniczącym Rady Państwa.
Nowością była Rada Państwa. Nawiązywała ona do instytucji i doświadczeń Prezydium Krajowej Rady Narodowej, wzorowana na formach przyjętych w ZSRR. Była ona powoływana przez Sejm Ustawodawczy; nie określono natomiast warunków wybieralności i odpowiedzialności jej członków, a nawet czasu trwania jej kadencji. W skład Rady Państwa wchodzili: Prezydent Rzeczypospolitej jako przewodniczący, Marszałek i trzej wicemarszałkowie Sejmu Ustawodawczego, Prezes Najwyższej Izby Kontroli, Naczelny Dowódca Wojska Polskiego (w czasie wojny) oraz członkowie dokooptowani przez Sejm na jednomyślny wniosek Rady. Kompetencje Rady Państwa były następujące:
- zwierzchni nadzór nad radami narodowymi
- wstępne zatwierdzanie dekretów z mocą ustawy wydanych przez Radę Ministrów na podstawie ustawowego upoważnienia Sejmu
- podejmowanie uchwał w przedmiocie wprowadzenia stanu wyjątkowego lub wojennego
- wyrażanie zgody na ogłoszenie ustaw o budżecie, narodowym planie gospodarczym i poborze rekruta w przypadkach przewidzianych w art. 8 Małej Konstytucji
- rozpatrywanie sprawozdań Najwyższej Izby Kontroli.

Rząd Rzeczypospolitej składał się z Prezesa Rady Ministrów oraz ministrów tworzących Radę Ministrów. Rada Ministrów działa na zasadach określonych w art. 44, 45 ust. 1 i 2, 56-63 Konstytucji marcowej; ponadto miała prawo do wydawania dekretów z mocą ustawy na podstawie ustawy upoważniającej uchwalonej przez Sejm, z wyjątkiem: zmiany konstytucji, ordynacji wyborczej, spraw kontroli państwowej, odpowiedzialności Prezydenta i ministrów, spraw budżetowych i monetarnych, poboru rekruta, ustroju samorządu (do 1950 r.) oraz ratyfikacji umów międzynarodowych. Przyjęto zasadę domniemania kompetencji Rządu w sprawowaniu władzy wykonawczej.
Prawo inicjatywy ustawodawczej akt z 1947 roku dał Radzie Państwa, Radzie Ministrów oraz grupie 10 posłów; Rada Ministrów uzyskała wyłączność na wnoszenie do laski marszałkowskiej niektórych projektów ustaw (w tym ustawy budżetowej).
Mała Konstytucja z 1947 roku zawierała odesłania do ustawodawstwa zwykłego w sprawie:
- określenia organizacji wewnętrznej i uprawnień Rady Ministrów oraz zakresu działania ministrów
- ustalenia trybu i zakresu działania organów właściwych do orzekania o legalności aktów administracyjnych w zakresie administracji publicznej
- powołania organów właściwych do orzekania o odpowiedzialności konstytucyjnej Prezydenta Rzeczypospolitej i ministrów
- przejęcia przez sądownictwo powszechne całego wymiaru sprawiedliwości

– co jednak nie zostało zrealizowane.
Ustawa konstytucyjna z 19 lutego 1947 r. była trzykrotnie zmieniana przez następujące ustawy:
- Ustawę Konstytucyjną z dnia 8 listopada 1949 r. o zmianie Ustawy Konstytucyjnej z dnia 19 lutego 1947 r. o ustroju i zakresie działania najwyższych organów Rzeczypospolitej Polskiej (Dz.U. z 1949 r. nr 57, poz. 447)
- Ustawę Konstytucyjną z dnia 20 marca 1950 r. zmieniającą Ustawę Konstytucyjną o ustroju i zakresie działania najwyższych organów Rzeczypospolitej Polskiej (Dz.U. z 1950 r. nr 14, poz. 129), oraz
- Ustawę Konstytucyjną z dnia 15 grudnia 1951 r. o zmianie terminu opracowania projektu Konstytucji i przedłużeniu kadencji Sejmu Ustawodawczego (Dz.U. z 1952 r. nr 1, poz. 1).

Mała Konstytucja z 1947 roku przestała obowiązywać z wejściem w życie Konstytucji Polskiej Rzeczypospolitej Ludowej uchwalonej przez Sejm Ustawodawczy w dniu 22 lipca 1952 r. (Dz.U. z 1952 r. nr 33, poz. 232) oraz Ustawy konstytucyjnej z dnia 22 lipca 1952 r. – Przepisy wprowadzające Konstytucję Polskiej Rzeczypospolitej Ludowej (Dz.U. z 1952 r. nr 33, poz. 233).

## Deklaracja Sejmu Ustawodawczego w przedmiocie realizacji praw i wolności obywatelskich
Za sui generis uzupełnienie postanowień aktu z 1947 roku można uznać Deklarację Sejmu Ustawodawczego z dnia 22 lutego 1947 r. w przedmiocie realizacji praw i wolności obywatelskich, która jednak nie posiadała rangi ustawy oraz nie została ogłoszona w jakimkolwiek wydawnictwie urzędowym. Nie miała zatem mocy wiążącej, nawet z punktu widzenia przyjętych form legalistycznych. 